# Huddersfield Town Association Football Club 1923-1924
Questa voce raccoglie le informazioni riguardanti il Huddersfield Town Association Football Club nelle competizioni ufficiali della stagione 1923-1924.

## Rosa
| N. |                        | Ruolo | Calciatore       |
| -- | ---------------------- | ----- | ---------------- |
|    | Inghilterra (bandiera) | P     | Leonard Boot     |
|    | Inghilterra (bandiera) | P     | William Cowell   |
|    | Inghilterra (bandiera) | P     | Edward Taylor    |
|    | Inghilterra (bandiera) | D     | Edward Barkas    |
|    | Inghilterra (bandiera) | D     | Harold Cawthorne |
|    | Inghilterra (bandiera) | D     | Roy Goodall      |
|    | Inghilterra (bandiera) | D     | George Shaw      |
|    | Inghilterra (bandiera) | D     | Albert Smith     |
|    | Scozia (bandiera)      | D     | David Steele     |
|    | Inghilterra (bandiera) | D     | Samuel Wadsworth |
|    | Inghilterra (bandiera) | D     | William Watson   |

| N. |                        | Ruolo | Calciatore         |
| -- | ---------------------- | ----- | ------------------ |
|    | Inghilterra (bandiera) | D     | Thomas Wilson      |
|    | Scozia (bandiera)      | C     | William Johnston   |
|    | Inghilterra (bandiera) | C     | George Richardson  |
|    | Inghilterra (bandiera) | C     | William Smith      |
|    | Inghilterra (bandiera) | C     | Joseph Walter      |
|    | Inghilterra (bandiera) | A     | George Brown       |
|    | Inghilterra (bandiera) | A     | George Cook        |
|    | Inghilterra (bandiera) | A     | Ernest Islip       |
|    | Inghilterra (bandiera) | A     | Ted Richardson     |
|    | Inghilterra (bandiera) | A     | Clement Stephenson |
|    | Inghilterra (bandiera) | A     | Charles Wilson     |

## Risultati

### FA Cup

#### Prima fase
| Huddersfield 12 gennaio 1924 Primo turno | Huddersfield Town | 1 – 0 | Birmingham City | Leeds Road |

| Manchester 2 febbraio 1924 Secondo turno | Manchester Utd | 0 – 3 | Huddersfield Town | Old Trafford |

| Burnley 23 febbraio 1924 Terzo turno | Burnley | 1 – 0 | Huddersfield Town | Turf Moor |

## Statistiche

### Statistiche dei giocatori
Fonte:
| Giocatore     | First Division | First Division | FA Cup   | FA Cup | Totale   | Totale |
| Giocatore     | Presenze       | Reti           | Presenze | Reti   | Presenze | Reti   |
| ------------- | -------------- | -------------- | -------- | ------ | -------- | ------ |
| E. Barkas     | 21             | 0              | ?        | ?      | 21+      | 0+     |
| L. Boot       | 5              | -?             | ?        | ?      | 5+       | 0+     |
| G. Brown      | 22             | 8              | ?        | ?      | 22+      | 8+     |
| H. Cawthorne  | 16             | 0              | ?        | ?      | 16+      | 0+     |
| G. Cook       | 25             | 9              | ?        | ?      | 25+      | 9+     |
| W. Cowell     | 2              | -?             | ?        | ?      | 2+       | 0+     |
| R. Goodall    | 14             | 0              | ?        | ?      | 14+      | 0+     |
| E. Islip      | 3              | 0              | ?        | ?      | 3+       | 0+     |
| W. Johnston   | 8              | 0              | ?        | ?      | 8+       | 0+     |
| G. Richardson | 5              | 0              | ?        | ?      | 5+       | 0+     |
| T. Richardson | 2              | 0              | ?        | ?      | 2+       | 0+     |
| G. Shaw       | 9              | 0              | ?        | ?      | 9+       | 0+     |
| A. Smith      | 8              | 0              | ?        | ?      | 8+       | 0+     |
| W. Smith      | 39             | 13             | ?        | ?      | 39+      | 13+    |
| D. Steele     | 31             | 0              | ?        | ?      | 31+      | 0+     |
| C. Stephenson | 40             | 11             | ?        | ?      | 40+      | 11+    |
| E. Taylor     | 35             | -?             | ?        | ?      | 35+      | 0+     |
| S. Wadsworth  | 37             | 0              | ?        | ?      | 37+      | 0+     |
| C. Wilson     | 31             | 18             | ?        | 2      | 31+      | 20     |
| T. Wilson     | 41             | 0              | ?        | ?      | 41+      | 0+     |
| J. Walter     | 26             | 0              | ?        | ?      | 26+      | 0+     |
| W. Watson     | 42             | 0              | 3        | ?      | 45       | 0+     |